# Drawing Hands
Drawing Hands ist eine Lithographie des niederländischen Künstlers M. C. Escher, welche zuerst im Januar 1948 gedruckt wurde. Sie zeigt ein Blatt Papier, aus dem, während die Handgelenke flach auf dem Papier bleiben, zwei Hände entstehen. Diese einander gegenüberliegenden Hände zeichnen sich gegenseitig in einem paradox wirkenden Vorgang. 
In Gödel, Escher, Bach des Schriftstellers Douglas R. Hofstadter wird auf dieses Werk Bezug genommen, wo es als Beispiel einer Seltsamen Schleife angesehen wird. Darüber hinaus wird das Werk in Structure and Interpretation of Computer Programs von Harold Abelson und Gerald Jay Sussman als Allegorie für die in der Informatik  bekannten Funktionen eval und apply eines Interpreters für Programmiersprachen angesehen, die sich gegenseitig Werte übergeben. 